# اسکار مونوز

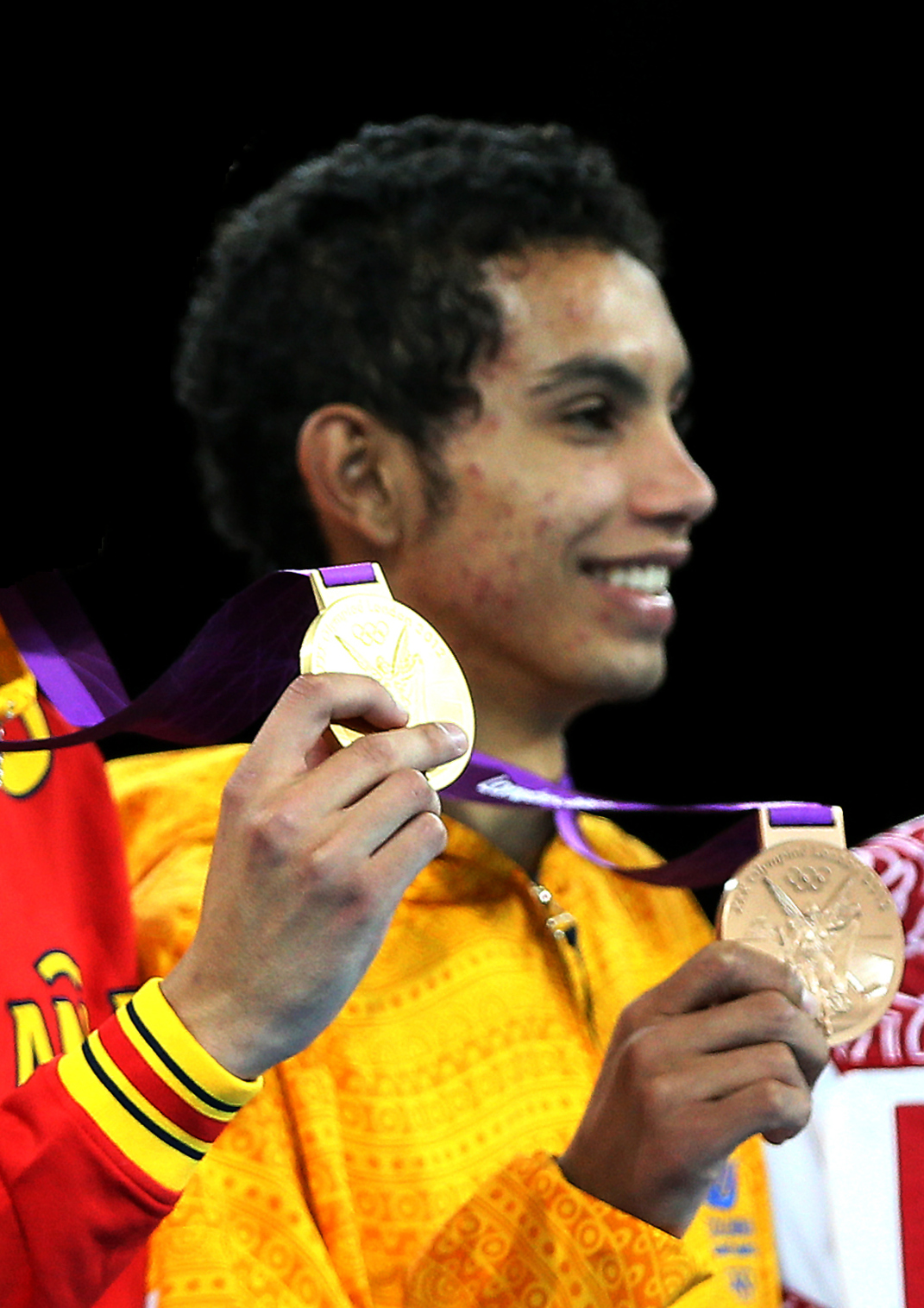
اسکار مونوز - المپیک تابستانی ۲۰۱۲

اسکار مونوز (انگلیسی: Óscar Muñoz؛ زادهٔ ۹ مه ۱۹۹۳) تکواندوکار اهل کلمبیا است.
از افتخارات او می‌توان به کسب مدال نقره وزن ۵۸ کیلوگرم در بازی‌های المپیک تابستانی ۲۰۱۲ اشاره کرد.